# Сент Оаян
Сѐнт Оая̀н (на италиански и на френски: Saint-Oyen, от 1939 до 1946 г. Sant'Eugendo, Сант'Еуджендо) е село и община в Северна Италия, автономен регион Вале д'Аоста. Разположено е на 1373 m надморска височина. Населението на общината е 214 души (към 2010 г.).